# Protoleptops farquharsoni
Protoleptops farquharsoni là một loài tò vò trong họ Ichneumonidae.